# Zwingen
Zwingen (gsw. Zwinge) – gmina (niem. Einwohnergemeinde) w północnej Szwajcarii, w kantonie Bazylea-Okręg, w okręgu Laufen. 31 grudnia 2020 roku liczyła 2 514 mieszkańców. Przez gminę przebiega droga główna nr 18. 